# Johanne Andersdatter (Panter)
Johanne Andersdatter (Sappi eller Panter) (ca. 1400 – 1479) var en dansk adelsfrue og godsejer, gift med Niels Eriksen Banner.
Hun var datter af hr. Anders Nielsen (Panter) til Asdal og Knivholt og Ide Lydersdatter Holk.
Hun førte et spraglet panterdyr i sit våben og var af samme slægt som den fra kong Christoffer II's tid bekendte drost Laurents Jonsen. Hun kaldes også Sappi, men tilhører ikke denne slægt.
I sin ungdom blev hun angiveligt voldtaget af hr. Bonde Due til Torp, der dog ægtede hende. Han levede endnu 1430. Han skulle have bortført hende med tvang til Aalborg, "der hun var hans Fæstemø, og hendes Fader var død; da hendes familie modsatte sig hendes Frieri, fordi hun var eneste Barn og Arving til store Rigdomme". Med ham havde hun sønnen Mikkel Due, der nævnes 1455 som hendes søn, med hvem hun da beseglede.
Da hun efter hans død ægtede Niels Eriksen, blev denne ejer af hendes fædrenegård Asdal. Hun havde med hr. Niels Eriksen fjorten børn, der må være født i årene før 1440. Hun overlevede også ham i mange år, førte et stort hus og nød så stor anseelse, at hun 1462-63 var "kongelig Høvedsmand" (lensmand) i Vendsyssel. Efter slægtebogsangivelser skulle hun have haft sæde i Rigens Råd, men dette er mindre sandsynligt.
1473 oplod hun (til Asdal) til Dueholm Kloster to gårde i Vendsyssel i Sejlstrup Sogn, hvilket bekræftes af hendes børn, hr. Niels Nielsen, hr. Anders Nielsen af Kokkedal og fru Anne Skrams samt af svigersønnerne hr. Eske Nielsen (Høeg) af Lyngholm, Peder Rud, Peder Friis af Irup, Jens Mortensen Sefeld og Anders Munk af Torp. Hun udstedte 1476 kvittering til sin svigersøn Jens Mortensen af Refnæs. Hun døde 1479 og blev begravet hos hr. Niels i Dueholm Klosterkirke. 